# Janardananeptus cannanorensis
Janardananeptus cannanorensis är en mångfotingart som beskrevs av Demange 1989. Janardananeptus cannanorensis ingår i släktet Janardananeptus och familjen Harpagophoridae. Inga underarter finns listade i Catalogue of Life.